# ACE Automotive
ACE Automotive a fost o companie producătoare de cablaje pentru industria auto din Spania, înființat în 1992.
În anul 2005, grupul ACE deținea șapte fabrici, dintre care cinci în Spania, una în Mexic și una în România.
În anul 2006, concernul japonez Fujikura a preluat pachetul majoritat de 60% din acțiunile ACE Automotive.
Număr de angajați în 2007: 6.000
Cifra de afaceri:
- 2006: 120 milioane euro[6]
- 2003: 105 milioane euro[1]

## ACE în România
ACE România a fost înființată în 2001, an în care a fost achiziționat și terenul necesar derulării producției, iar după un an a început să producă efectiv.
În anul 2007, compania avea patru puncte de producție în România, la Câmpeni, județul Alba, Cluj-Napoca, Dej și Turda în județul Cluj.
În anul 2006, compania a realizat în România 60% din cifra de afaceri totală a grupului.
Număr de angajați:
- 2007: 2.500[8]
- 2005: 1.600[1]

Cifra de afaceri în 2004: 9,8 milioane euro